# بال‌توریان آب‌نشین
بال‌توریان آب‌نشین (نام علمی: Osmylidae) نام یک تیره از راسته بال‌توری‌سانان است.